# Bombardier Flexity Outlook

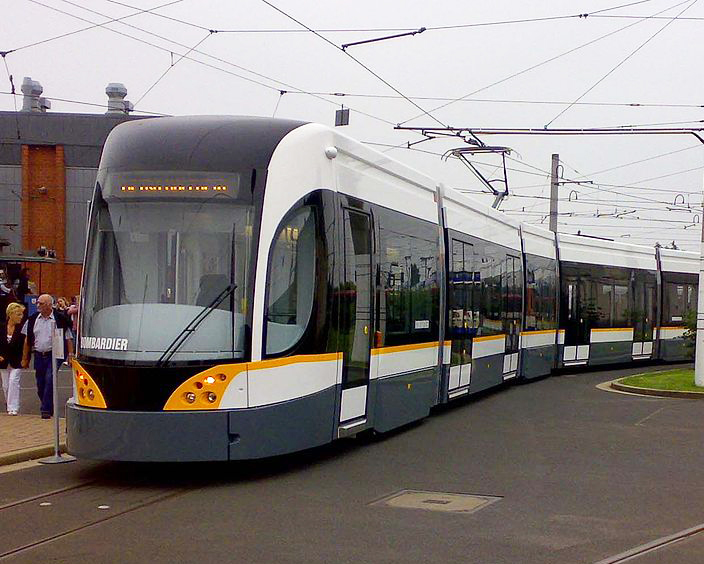
Tranvía Flexity Outlook Cityrunner de la línea 6 del MetroValencia en la ciudad de Valencia (España).

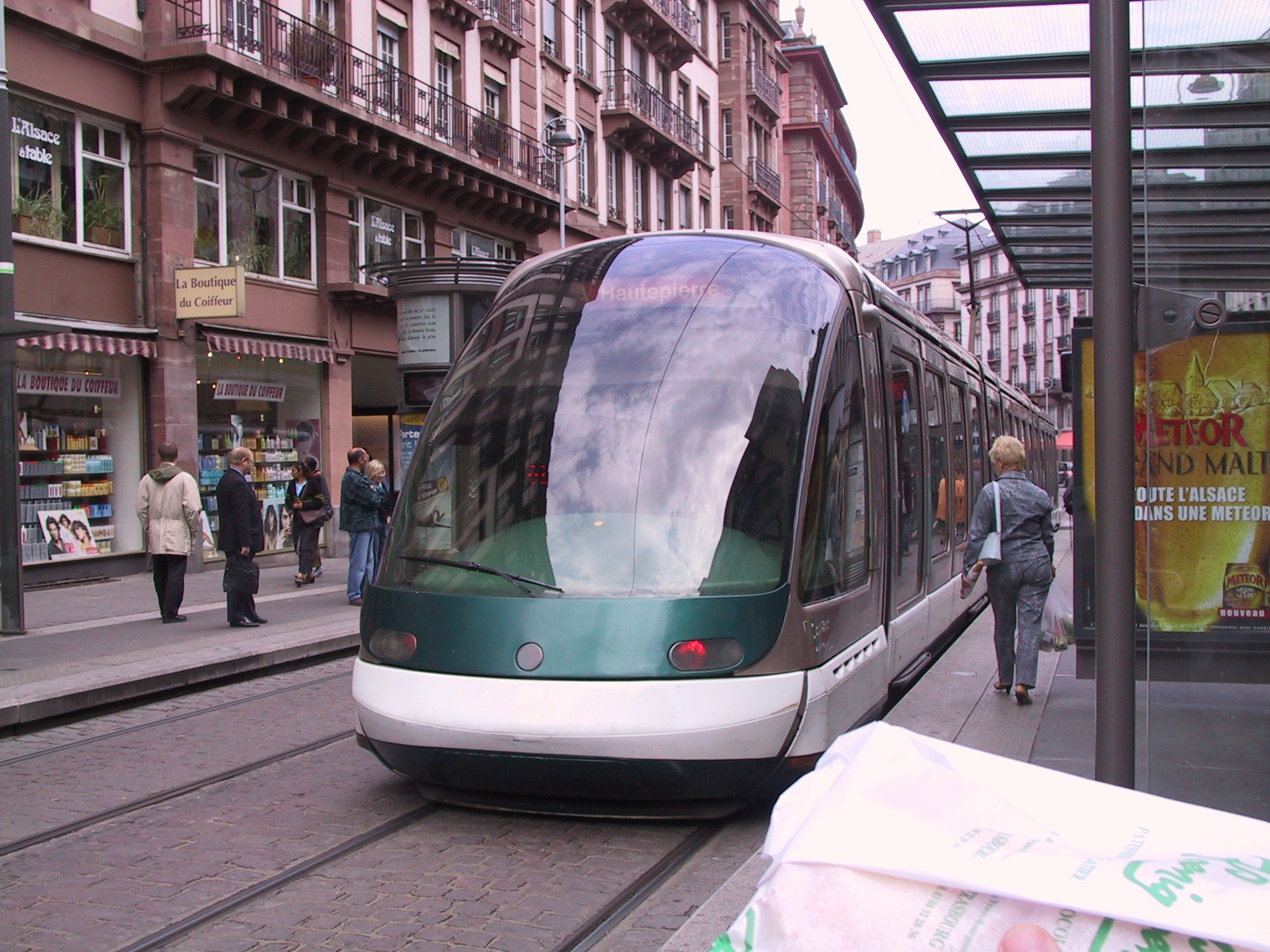
Flexity Outlook Eurotram del Tranvía de Estrasburgo en la ciudad de Estrasburgo (Francia).

El Flexity Outlook es una familia de tranvías articulados 100% de piso bajo fabricado por Bombardier Transportation. Parte de la línea de productos más amplia Flexity (muchos de los cuales no son 100% piso bajo), los coches Flexity Outlook se dividen en dos subcategorías con apariencias radicalmente diferentes. Sus diseños son de tipo modular, lo que permite una amplia gama de oportunidades para personalizar a los vehículos que se adapten a las necesidades técnicas o tendencias estéticas.

## Características
Hasta el momento se producen dos modelos: el Flexity Outlook Cityrunner y el Flexity Outlook Eurotram, ambos unidireccionales o bidireccionales, modelos con amplios ventanales y comodidad para los pasajeros.

### Cityrunner
Desde 2001 se ha utilizado en las ciudades de Graz y Linz (Austria), Łódź (Polonia), Ginebra (Suiza), Alicante, Valencia (España) y Eskişehir (Turquía). Otros suministros están en curso o en fase de desarrollo, como el de Palermo (Italia).

### Eurotram
Modelo sin duda más ágil e innovador, ha encontrado un lugar en Milán (en la línea 15, pero a veces también circula por la línea 14), así como en Oporto y Estrasburgo. El diseño del modelo es de la empresa Zagato de Milán y ha recibido el prestigioso "Premio Compasso d'Oro" por la Asociación de Diseño Industrial (Associazione per il Disegno Industriale–ADI) en el año 2001.

## Los competidores
Modelos en competencia con el Alstom Citadis, el Siemens S70/Avanto y Combino entre otros.